# Колбіха
Колбі́ха (рос. Колбиха) — присілок у складі Юргинського округу Кемеровської області, Росія.

## Населення
Населення — 61 особа (2010; 62 у 2002).
Національний склад (станом на 2002 рік):
- росіяни — 87 %